# Wólka Jeruzalska
Wólka Jeruzalska [pronunciación en polaco: /ˈvulka jɛruˈzalska/] es un pueblo ubicado en el distrito administrativo de Gmina Kowiesy, dentro del Distrito de Skierniewice, Voivodato de Łódź, en Polonia central. Se encuentra aproximadamente a 5 kilómetros al noroeste de Kowiesy, a 16 kilómetros al este de Skierniewice, y a 64 kilómetros al este de la capital regional Łódź.